# Emú de l'illa de King
L'emú de l'illa de King (Dromaius novaehollandiae minor) és una subespècie extinta d'emú que era endèmica de l'illa de King, situada a l'estret de Bass, entre Tasmània i el continent australià. El seu parent més proper és probablement l'emú de Tasmània (D. n. diemenensis), ja que pertanyien a la mateixa població fins fa menys de 14.000 anys, quan Tasmània i l'illa de King encara estaven connectades. L'emú de l'illa King és l'emú més petit conegut i sovint se cita com un possible cas de nanisme insular. Tenia un plomatge més fosc que l'emú comú. La subespècie es distingeix de l'emú de l'illa dels Cangurs (D. n. baudinianus) per un seguit de detalls osteològics, incloent la mida. El comportament de l'emú de l'illa de King probablement no diferia gaire del de l'emú comú. Les aus es reunien en bandades per reproduir-se i buscar aliment. S'alimentaven a base de baies, herba i algues marines. Podien córrer veloçment i etzibaven coces per defensar-se. Construïen els seus nius a base de fulles seques i molsa, en què hi ponien entre set i nou ous que incubaven ambdós pares.
Els europeus descobriren l'emú de l'illa de King durant les expedicions primerenques a l'illa. La major part d'informació que se'n sap prové d'una entrevista del naturalista francès François Péron a un caçador de foques autòcton, així com de les il·lustracions de Charles Alexandre Lesueur. Els exploradors arribaren a l'illa de King el 1802 amb l'expedició de Nicolas Baudin i el 1804 n'enviaren a França diversos espècimens vius i dissecats. Els dos emús vius es dugueren al Jardí de les Plantes i la resta d'ocells es distribuïren per diversos museus del Vell Continent. La remesa va mesclar emús de l'illa de King i de l'illa dels Cangurs; com que els quaderns de bitàcola no especificaven d'on provenia cada animal ni tampoc les seves diferències taxonòmiques, la seva classificació fou inconcloent fins més d'un segle després. La caça i les fogueres dels primers visitants de l'illa de King van extingir la població salvatge cap a l'any 1805. El 1822 moriren les dues aus en captivitat a París, es creu que les dues últimes de la subespècie.

## Taxonomia

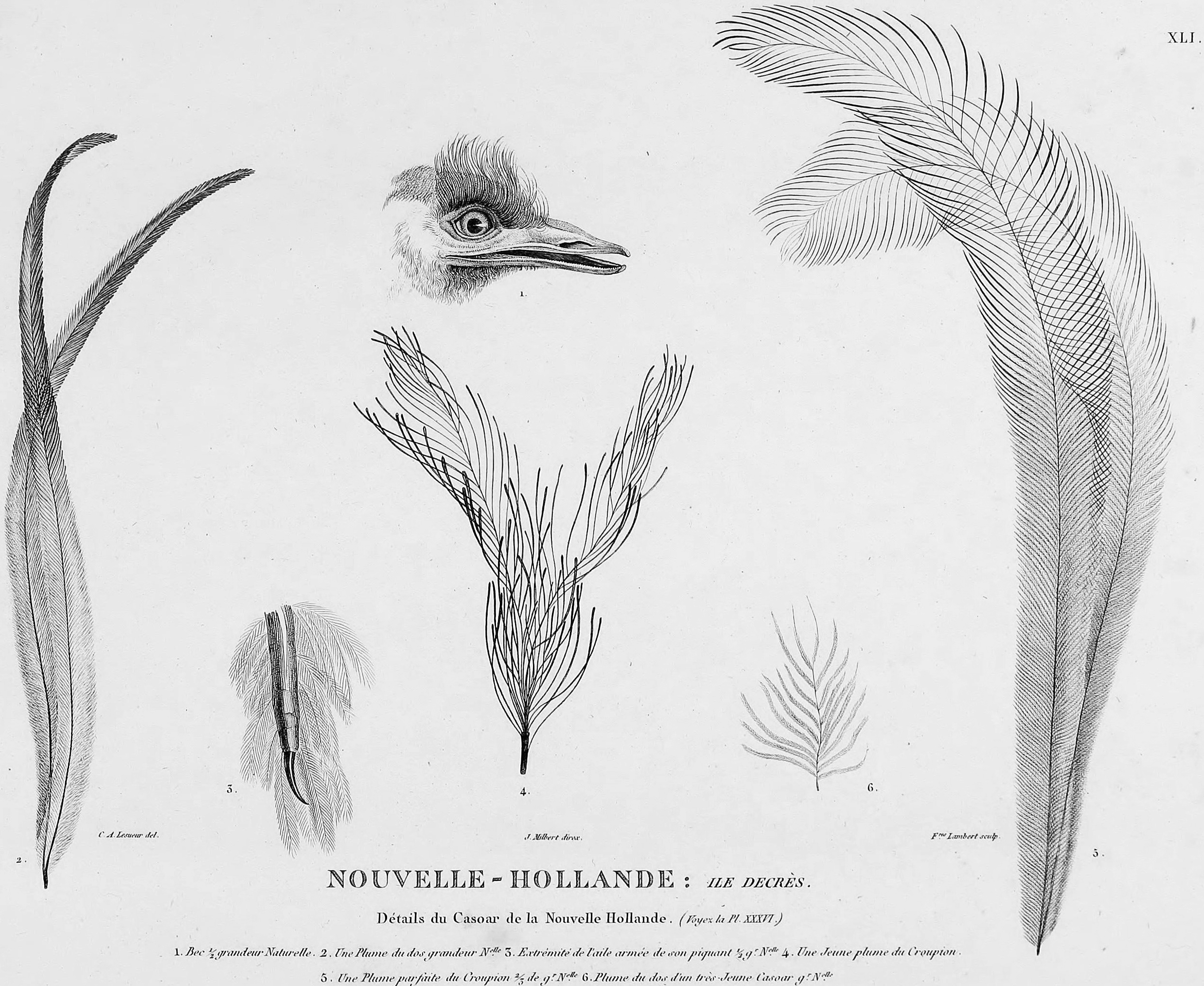
Crani, ala i plomes d'un possible emú de l'illa de King, il·lustrats per Charles Alexandre Lesueur (1807)

Durant molt de temps, hi hagué dubtes sobre la taxonomia i l'origen geogràfic dels emús de l'illa King i els de l'illa dels Cangurs, ja que els espècimens d'ambdues poblacions es dugueren a França junts. Els quaderns de bitàcola de l'expedició no especificaren quan i on es capturà cada individu, per la qual cosa al llarg dels anys hi hagut una plètora de noms científics encunyats per cada ocell, alguns d'ells basats en criteris dubtosos, i s'ha estés la falsa idea que tots els emús provingueren de l'illa dels Cangurs. El 1914 L. Brasil escrigué que, de fet, els exploradors no trobaren emús a l'illa de King, perquè les males condicions meteorològiques els impediren abandonar el campament. A més, en aquella època, els francesos anomenaven «casoars» tant als casuaris com als emús, cosa que ha agreujat l'embolic.
El naturalista francès Louis Jean Pierre Vieillot encunyà el binomi Dromaius ater l'any 1817. Diversos col·leccionistes trobaren restes subfòssils d'emú a l'illa de King a principis del s. xx, el primer dels quals l'ornitòleg aficionat australià Archibald James Campbell el 1903, prop d'un llac de la costa est. El 1906, l'ornitòleg australià Walter Baldwin Spencer encunyà el nom Dromaius minor, basant-se en diversos ossos i closques d'ou subfòssils trobats a l'illa que daten del Plistocè. William Vincent Legge, un altre ornitòleg australià, també encunyà un nom per aquestes restes més endavant, Dromaius bassi. El zoòleg britànic Walter Rothschild, al seu llibre del 1906 Extinct Birds ('Ocells Extints'), apuntà que la descripció de Vieillot era realment de l'emú comú, no del de l'illa de King, i que per tant el binomi D. ater era invàlid. Pensant-se que la pell que hi havia al Museu Nacional d'Història Natural francès era d'un emú de l'illa dels Cangurs, el convertí en espècimen tipus de la seva nova espècie D. peroni, en homenatge al naturalista francès François Péron, la font principal d'informació sobre l'ocell.
L'ornitòleg aficionat australià Gregory Mathews encunyà més noms a principis del 1910, inclòs un nou gènere, Peronista, ja que considerà que els emús de l'illa de King i de l'illa dels Cangurs eren genèticament diferents de l'emú comú. Alguns escriptors posteriors apuntaren que les restes subfòssils trobades a les dues illes eren indiscernibles i que per tant pertanyien al mateix tàxon. El 1959, l'ornitòleg francès Christian Jouanin defensà que cap de les pells del museu provenien de l'illa dels Cangurs, després d'investigar documents de l'expedició i del museu. El 1990, Jouanin i el paleontòleg francès Jean-Christophe Balouet demostraren a través de la ciència forense mediambiental que la pell de París provenia de l'illa de King i que almenys s'havia duit un ocell viu de cada illa. Per aquest motiu, tots els noms científics donats a l'emú de l'illa dels Cangurs es basaren incorrectament en espècimens de l'illa de King, o simplement foren invàlids; la subespècie quedà sense nom. Basant-se en troballes de restes subfòssils del 1984, l'ornitòleg australià Shane A. Parker confirmà els orígens geogràfics i morfologies diferents dels dos emús. Parker batejà l'au de l'illa dels Cangurs com a Dromaius baudinianus, en homenatge a Nicolas Baudin, el cap de l'expedició francesa. El nom Dromaius ater es conservà per l'emú de l'illa de King.

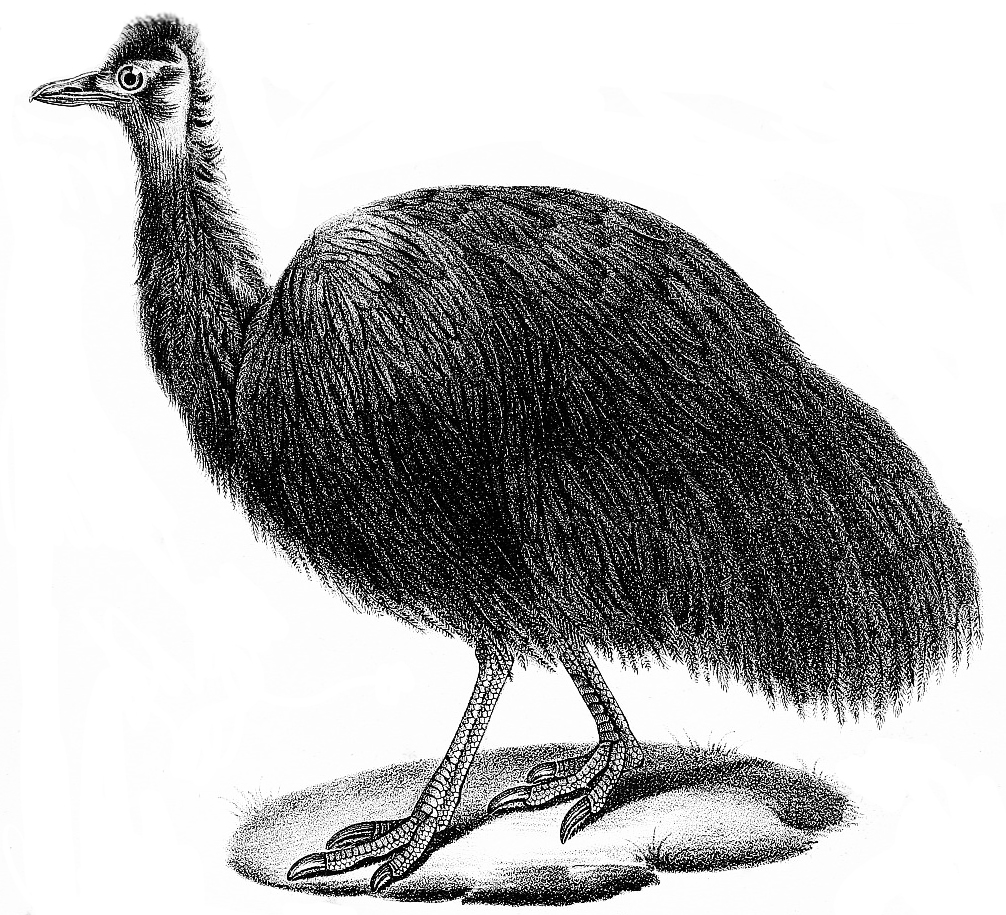
Il·lustració de la pell de París, per Louis Jean Pierre Vieillot (1834)

Hi ha poques diferències morfològiques que distingeixin els emús insulars extints de l'emú comú més enllà de la mida, però malgrat això els tres taxòns solien considerar-se tres espècies diferents. Un estudi genètic del 2011 dels ADN mitocondrial i nuclear, extrets de cinc ossos subfòssils d'emú de l'illa King, mostrà que la variació genètica corresponia a la d'un emú comú no extint. En conseqüència, s'interpretà com a coespecífic amb els emús del continent australià i reclassificà com una subespècie del Dromaius novaehollandiae, D. n. ater. Altres animals de l'illa King també es consideren subespècies dels seus equivalents continentals o tasmanians, en lloc d'espècies diferents. Els autors suggeriren que més estudis de diferents metodologies es podrien trobar trets per distingir els tàxons. L'edició del 2013 de la llista d'ocells The Howard and Moore Complete Checklist of the Birds of the World esmenà el nom trinomial de l'emú de l'illa King a D. n. minor, basant-se el en D. minor de Spencer, emparant-se en què el D. ater que proposà Vieillot en un principi pretenia anomenar l'emú comú. La llista d'ocells del Congrés Ornitològic Internacional comprà aquest raonament i començà a utilitzar D. n. minor des de llavors.
Els anys 2014-15, un grup de paleontòlegs encapçalats per l'anglès Julian Hume realitzaren una recerca de fòssils d'emú a l'illa de King. Era la primera recerca paleontològica rellevant d'ençà de principis de s. xx, exceptuant els descobriments que feu un historiador natural local (inclosa una closca d'ou única) en els trenta anys precedents. El 2014 Hume i companyia trobaren subfòssils d'emú a cap Wickham (el cap més septentrional de l'illa King), però quan tornaren un any més tard, l'àrea s'havia convertit en un camp de golf i als investigadors se'ls negà l'accés. El 2018, aquests advertiren del perill semblant en què es trobaven altres llocs fossilífers de l'illa. També identificaren una zona prop de Surprise Bay en què s'havien trobat subfòssils l'any 1906, però no en pogueren trobar més, ja que l'àrea s'havia recobert d'herba.

### Evolució

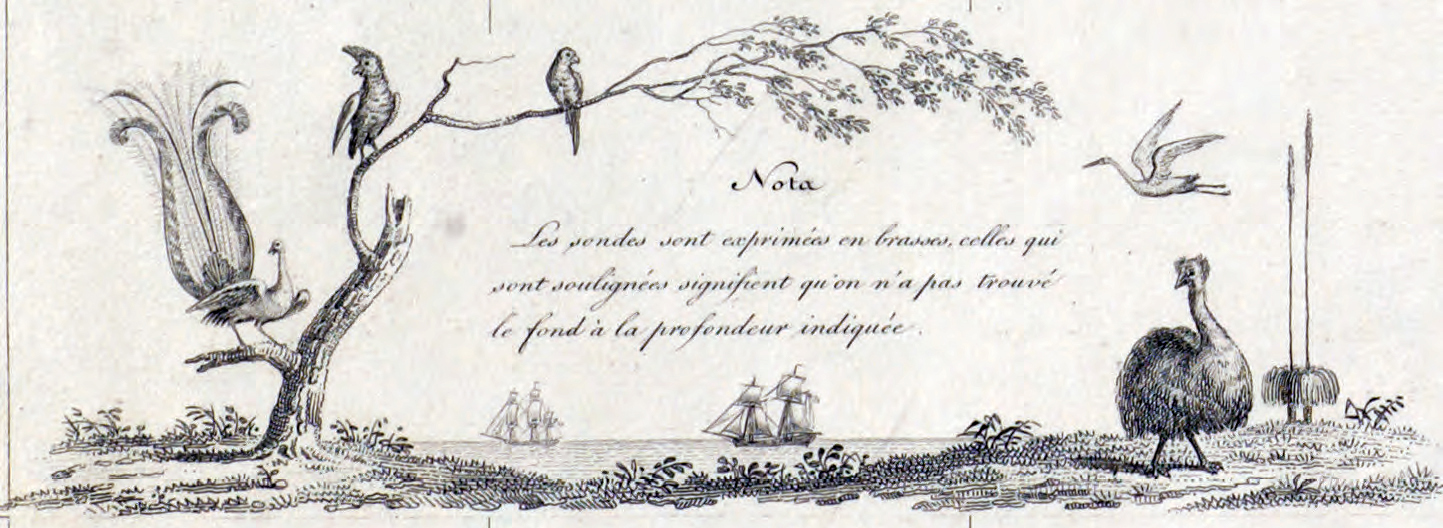
Dibuix d'un petit emú i altres ocells d'un mapa del sud-est australià i l'illa dels Cangurs (1807)

Durant el Quaternari superior (fa 0,7 milions d'anys), petits emús vivien en diverses illes de la costa australiana. A més de l'emú de l'illa de King, també hi havia tàxons a l'illa dels Cangurs (D. n. baudinianus) i a Tasmània (D. n. diemenensis), entre d'altres, tots ells ara extingits. El tàxon més petit, l'emú de l'illa de King, estava confinat a una petita illa situada a l'estret de Bass, entre Tasmània i el continent australià, a uns 100 km de sengles costes. L'illa de King havia format part del pont terrestre que unia Tasmània i el continent. Com a conseqüència de la plasticitat fenotípica els emús de l'illa de King possiblement realitzaren un procés de nanisme insular. Es trobaren closques d'ou d'emú a l'illa Flinders, a l'altre extrem de l'estret de Bass, que podrien pertànyer a un quart tàxon.
Segons els autors de l'estudi genètic encapçalat per l'australià Tim H. Heupink, l'estreta relació entre l'emú de l'illa de King i l'emú comú indica que ambdues poblacions se separaren relativament recentment, degut a canvis en el nivell del mar a l'estret de Bass, en lloc d'una població d'emús fundadora que s'hauria separat molt abans i conseqüentment extingit al continent. Els models de canvi en el nivell del mar indiquen que Tasmània, inclosa l'illa de King, s'isolà del continent australià fa uns 14.000 anys. Alguns milers d'anys després, l'illa de King s'aïllà de Tasmània. Aquest escenari suggereix que una població ancestral de l'emú de l'illa de King i l'emú de Tasmània s'hauria separat inicialment del tàxon continental; més endavant, s'haurien separat les poblacions de cada illa. A més, això indicaria que l'extint emú de Tasmània està igual d'estretament relacionat amb l'emú comú com ho està l'emú de l'illa de King i que aquests dos estarien encara més estretament relacionats. Segons els fòssils, la mida mitjana d'aquest emú estaria entremig de l'emú continental i el de l'illa de King. Per tant, l'emú comú podria considerar-se una forma gran o gegant.
Un estudi de 2018 a càrrec del genetista australià Vicki A. Thomson i altres, basat en mostres d'ossos, closques d'ou i plomes, conclogué que l'emú de l'illa de dels Cangurs i el de Tasmània també eren subpoblacions de l'emú comú i que per tant membres de la mateixa espècie, D. novaehollandiae. L'estudi també trobà que la mida dels emús insulars era proporcional a la superfície de les illes on vivien; l'emú de l'illa de King era el més petit, mentre que el de Tasmània era el més gran. Aquest nanisme podria estar relacionat amb la major escassetat de recursos a les illes més petites, encara que la raó exacta no s'ha confirmat. La petita diferència genètica entre aitals espècies suggereix que les subespècies s'encongiren ràpidament i en paral·lel tan bon punt s'aïllaren entre si. L'illa de King, d'uns 1.100 km² de superfície, s'aïllà de Tasmània fa uns 12.000 anys, mentre que Tasmània (62.400 km²) s'aïllà del continent australià fa uns 14.000 anys. L'illa dels Cangurs (4400 km²) es separà del continent fa 10.000 anys. El 2020, un estudi genètic de l'única pell coneguda de l'emú de l'illa dels Cangurs, per l'ornitòloga francesa Alice Cibois i altres, també suggerí que els tres emús eren subespècies d'un mateix tàxon.

## Descripció

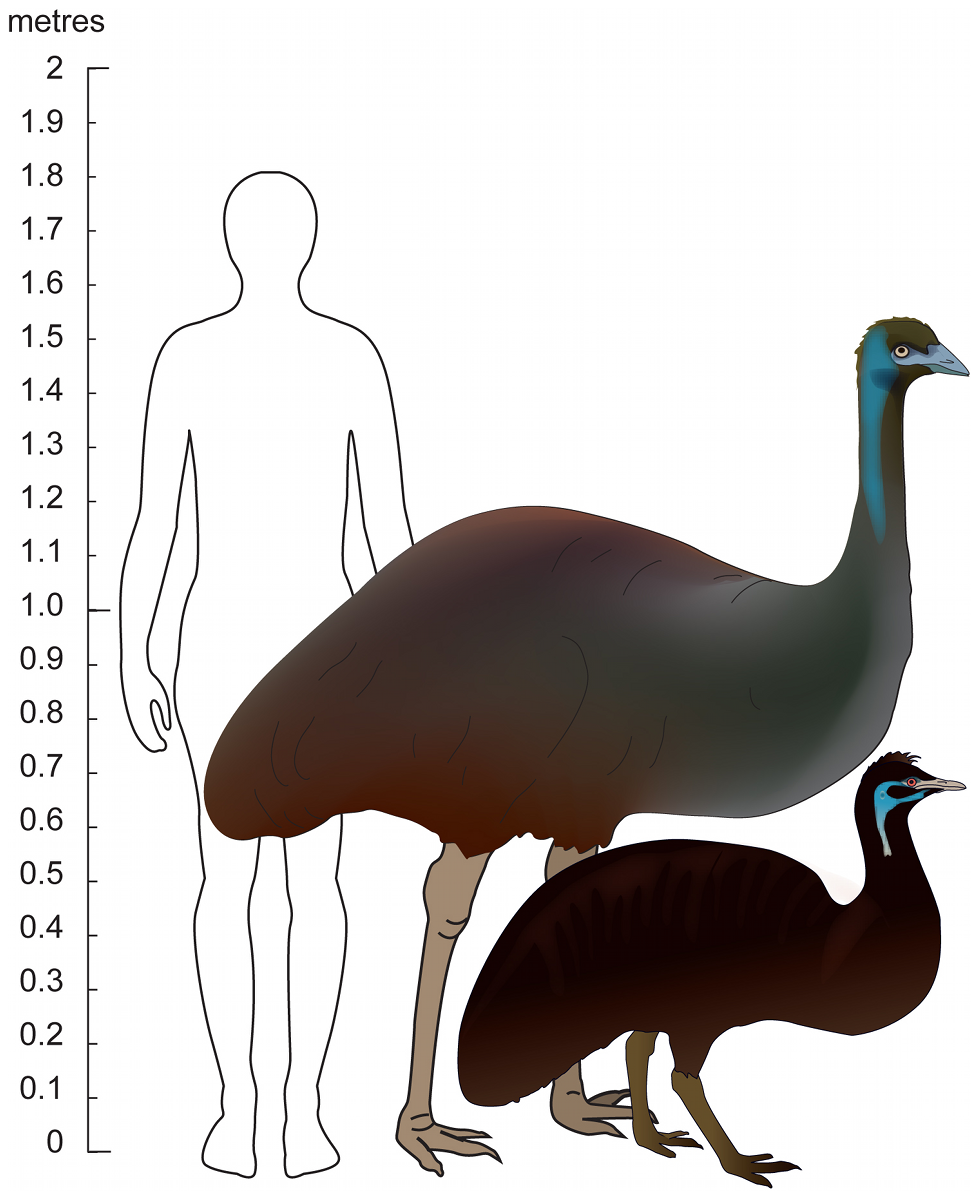
Comparació de la mida entre un humà, un emú comú i un emú de l'illa de King

L'emú de l'illa de King era el més petit dels emús. Feia uns 87 cm d'alçada, aproximadament la meitat que l'emú comú. Segons una entrevista de François Péron amb un caçador de foques local, els espècimens més grans mesuraven 137 cm i els més feixucs pesaven entre 20 i 23 kg. Tenia un plomatge fosc, amb plomes més negres al coll i al cap i plomes negroses al cos; també algunes de marronoses. El bec i les potes eren negroses i la pell nua al costat del coll era de color blau. Un estudi genètic del 2011 no trobà els gens habitualment associats al melanisme dels ocells, però proposà que la coloració obscura es podria deure a altres factor, genètics o no. Péron afirmà que hi havia poca diferència entre els sexes, tot i que potser els mascles eren de coloració més viva i lleugerament més grans. Els polls eren grisos, mentre que les polles eren ratllades com en el cas de la resta d'emús. El plomatge no variava estacionalment. En el cas de l'emú comú, les femelles són de mitjana més grans que els mascles i es tornen de plomatge menys fosc durant l'època d'aparellament, al contrari del que passa en la majoria d'aus; per tant, algunes d'aquestes observacions podrien ser errònies i haver-se basat en la saviesa convencional.